# Misima
L’île Misima est une île volcanique des Louisiades, dans la province de Baie Milne, en Papouasie-Nouvelle-Guinée.

## Géographie

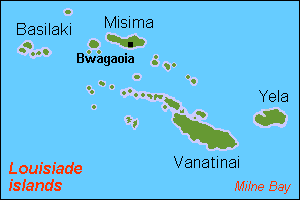
L'archipel des Louisiades

Située en mer des Salomon, elle couvre 260 km2 et est l'île la plus peuplée de l'archipel. La mine de Misima, extrayant de l'or et de l'argent a été ouverte en 1990 puis fermée officiellement en 2004.

## Histoire
Elle doit son nom à Élisabeth-Paul-Édouard de Rossel, lieutenant du contre-amiral Antoine Bruny d'Entrecasteaux lors de son voyage d'exploration scientifique (1791-1794).